# Ville Valo
Ville Hermanni Valo (Helsinki, 1976. november 22. –) finn zeneszerző, zenész és énekes, a HIM együttes alapító tagja. Több hangszeren játszik: gitáron, basszusgitáron, dobon, billentyűs hangszereken, leggyakrabban azonban énekesként lép színpadra.

## Élete
Édesapja Kari finn, édesanyja, Anita magyar származású.
Gyermekkorában Ville számára a legfontosabb zenei inspirációt szülei zeneszeretete jelentette, akik olyan finn művészekkel tartottak kapcsolatot, mint Tapio Rautavaara és Rauli Badding Somerjoki. Ebben az időben egy nála idősebb unokatestvére segítségével fedezte fel Ville a népszerűbb heavy metal-együtteseket, például a KISS-t, a Black Sabbathot és az Iron Maident.
Kilencéves korában Valo elkezdte tanulmányait a helsinki Pop- és Dzsesszkonzervatóriumban, ahol több különböző zenei stílussal is megismerkedett. Mielőtt megalapította volna együttesét, édesapja szexboltjában dolgozott eladóként (a bolt még ma is működik).
Első, még finn nyelvű szövegeket előadó zenekarai különböző zenei stílusokban alkottak: reggae, klasszikus blues és a Johnny Cash, Roy Orbison és Neil Young-fémjelezte country-jellegű táncdal. Ezek a próba-zenekarok a B.L.O.O.D. (1986-89), Eloveena Boys (1987-88) és Kemoterapia (1989-1997) neveket viselték.
A HIM-et 1995-ben alapította két legjobb barátjával, Migével és Lindével közösen. A csapat új zenei műfajt alapított, a love metalt, ami a popzene, a metál, a gothic rock és a glam rock sajátos keveréke. A HIM az első és máig egyetlen olyan finn együttes, aminek sikerült aranylemez-státust elérnie az USA-ban.
Ville a színpadon mindig cigarettával, − amiből volt, hogy egy nap száznál is többet elszívott −, egy korsó sörrel vagy egy pohár vörösborral jelent meg, de manapság már nem cigarettázik, és alkoholt sem fogyaszt. Egy interjúban azt nyilatkozta, hogy a tüdeje már nem bírná ki, a további alkoholizálásnak pedig szívelégtelenség lehetne a következménye. Híres még rengeteg tetoválásáról is. Legismertebb kétségkívül az egész bal karját borító indatetoválás. Ezen kívül több helyen a testén viseli még a heartagramot, az általa tervezett HIM-szimbólumot is, ami egy pentagramma és egy szív ötvözete. Barátjával, Bam Margerával egyszerre tetováltatták magukra a DILLIGAF feliratot, ami a "Does It Look Like I Give a Fuck" mondat szavainak kezdőbetűiből áll össze. Visel még egy régi egyiptomi szimbólumot, ami egy lángot ábrázol, egy kozmikus pápát, jobb karján egy finn író és költő Timo K. Mukka és Charles Baudelaire portréját, aki a Funeral of Hearts című dal megírására inspirálta Valo-t, hátát Edgar Allan Poe szemei díszítik a vállai vonalában. Gyűrűsujján egy "J" betűt láthattunk, ami a Jonna Nygrennel való jegyességének emlékét őrizte, amit a szakítás után Ville állítólag cigivel próbált eltávolítani...Törzsén a "May" (Május) felirat szerepel. 
Valo Helsinkiben él egy régi őrtoronyban, de gyakran van turnén.

## Egyéb munkái
A HIM-en kívül játszik még a Daniel Lioneye nevű zenekarban, de ezen kívül is nagyon elfoglalt az utóbbi években. Vendégénekesként szerepelt a The 69 Eyes együttesnél, az Apocalyptica Apocalyptica c. lemezén a "Bittersweet" c. dalban (a The Rasmus énekesével, Lauri Ylönennel együtt), a Bloodhound Gang Hefty Fine elnevezésű lemezén a "Something Diabolical" c. dalban, a Cradle of Filth Thornography c. albumán a "The Byronic Man" c. dalban.
2007-ben egy lengyel-német színésznővel, Natalia Avelonnal énekelt duettet Nancy Sinatra és Lee Hazlewood dalának, a "Summer Wine"-nak a feldolgozásában, ami a Das Wilde Leben c. film betétdala.
Valo közreműködései más projektekben időrendben:
- Skreppers & Ville Valo (1995)
- Apocalyptica & Ville Valo (1996)
- The 69 Eyes & Ville Valo (1997)
- Tehosekoitin & Ville Valo (1999)
- The 69 Eyes & Ville Valo (1999)
- Neljä Ruusua & HIM (1999)
- Agents& Ville Valo – Paratiisi, Jykevää On Rakkaus, Ikkunaprinsessa (1999)
- Tributti Tuomari Nurmio: Ville Valo & Others (2000)
- The 69 Eyes & Ville Valo (2000)
- Musta Paraati, Ville Valo, Gas Lipstick & Others (2001)
- Daniel Lioneye And The Rollers/Daniel Lioneye And The Blues Explosion (2001)
- The 69 Eyes & Thulsa Doom (2001)
- Five Fifteen & Ville Valo – The Prostitue & Season Of The Witch (2001)
- The 69 Eyes & Ville Valo (2002)
- The Skreppers, Ville Valo, Migé Amour & Lily Lazer (2002)
- The Mission & Ville Valo (2002)
- Lowemotor Corporation & Ville Valo – Love Me (2003/2004)
- The Skreppers & Ville Valo (2004)
- The 69 Eyes & Ville Valo – Beneath the Blue (2004)
- Apocalyptica feat. Ville Valo & Lauri Ylönen – Bittersweet (2004)
- Two Witches & Ville Valo – Dracula Rising (2005)
- Bloodhound Gang feat. Ville Valo – Something Diabolical (2005)
- Isabelle´s Gift feat. Ville Valo – If I Die Tonight (2006)
- Cradle of Filth feat. Ville Valo – The Byronic Man (2006)
- Ville Valo & Tommi Viksten – Kun Minä Kotoani Läksin (2006)
- Kari Tapio & Ville Valo – Tällä Pohjantähden Alla (2006)
- Ville Valo & Natalia Avelon – Summer Wine (2007)
- Ville Valo & Manna – Just for Tonight (2007)
- Ville Valo & Dani Filth – Untitled (2010)
- Ville Valo & Anathema (band) – Angels Walk Among Us (2010)

## Szerepei
- Nagyon kis szerepet kapott a Jackass: Number Two-ban.
- Láthatjuk még szintén kis szerepekben a Viva La Bam-show Finnországban forgatott epizódjaiban.
- Ville Jim Morrisonként, a The Doors énekeseként jelenik meg a The 69 Eyes "Wasting the Dawn" c. számához forgatott videóklipben.

## Érdekességek
- Bam Margera karakterét a 2003-as Haggard c. filmben Ville Valo után nevezték el.[1]
- A nézők 13.-nak választották egy finn televíziós műsor szavazásán a minden idők legnagyobb finn személyiségeinek versenyében.
- Valo igazi könyvmoly. Többször elmondta, hogy a rajzolásból és az olvasásból nyeri az ihletet a zenéléshez. Kedvenc írói között találjuk Timo K. Mukka finn írót, az amerikai Edgar Allan Poe-t és Charles Bukowskit.
- Nagy rajongója Tim Burton filmrendezőnek.